# 皮埃舒尔西
皮埃舒尔西（法語：Puéchoursi，法語發音：[pɥeʃuʁsi]）是法国奥克西塔尼大区塔恩省的一个市镇，属于卡斯特尔区。

## 地理
皮埃舒尔西（43°31'4"N, 1°54'25"E）面积3.55 平方千米，位于法国奧克西塔尼大區塔恩省，该省份为法国南部内陆省份，北起顺时针与阿韦龙省、埃罗省、奥德省、上加龙省和塔恩-加龙省接壤。
与皮埃舒尔西接壤的市镇（或旧市镇、城区）包括：诺加雷、圣朱利亚、阿居特、蒙热、穆藏。

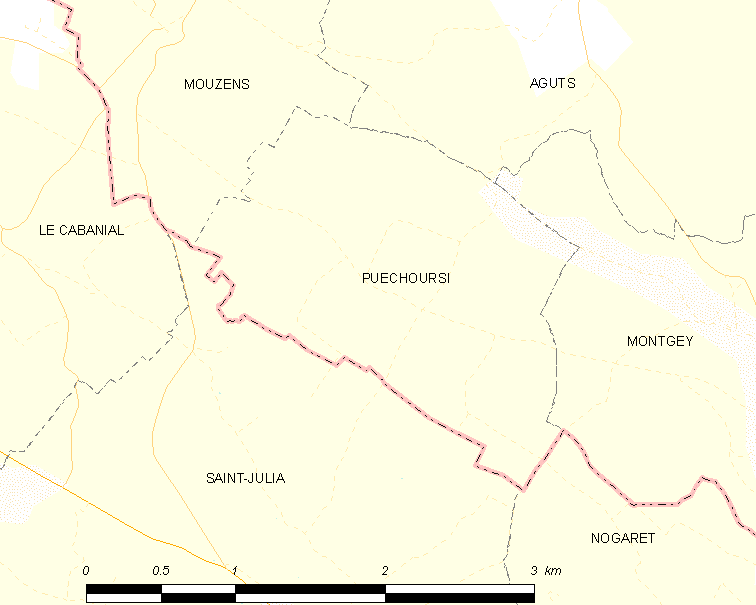
皮埃舒尔西的OSM定位图

皮埃舒尔西的时区为UTC+01:00、UTC+02:00（夏令时）。

## 行政
皮埃舒尔西的邮政编码为81470，INSEE市镇编码为81214。

## 政治
皮埃舒尔西所属的省级选区为拉沃尔-科卡涅县。

## 人口

1962-2008年间皮埃舒尔西人口变化图示

皮埃舒尔西于2022年1月1日时的人口数量为109人。